# هافال اتش 2
هافال اتش 2 (بالإنجليزية:Haval H2) هي سيارة كروس أوفر تنتجها شركة جريت وول موتورز.